# Olympische Sommerspiele 2016/Leichtathletik – 110 m Hürden (Männer)

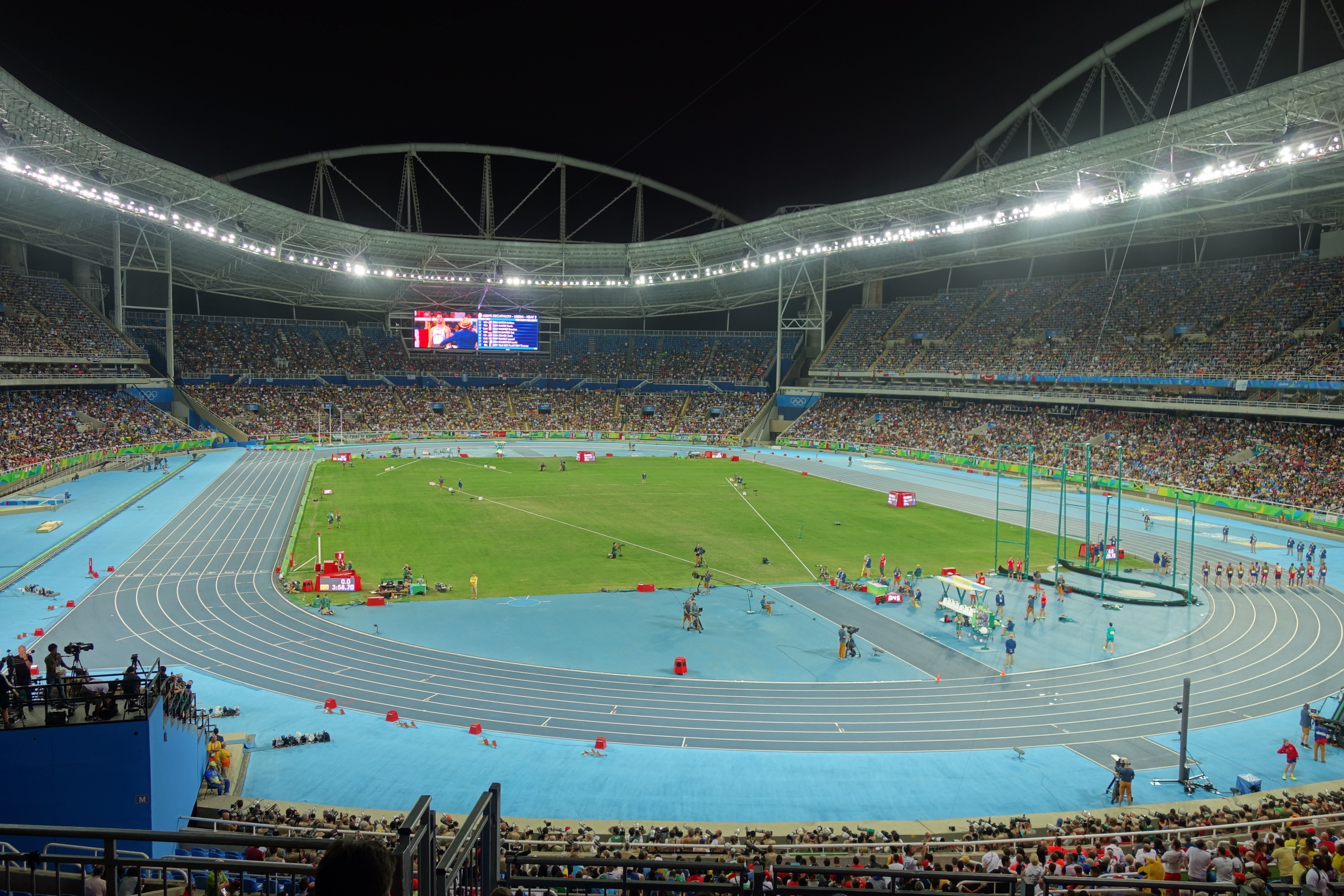
Innenraum des Estádio Olímpico João Havelange während der Spiele von Rio

Der 110-Meter-Hürdenlauf der Männer bei den Olympischen Spielen 2016 in Rio de Janeiro wurde am 15. und 16. August 2016 im Estádio Olímpico João Havelange ausgetragen. Vierzig Athleten nahmen teil.
Olympiasieger wurde der Jamaikaner Omar McLeod, der vor dem Spanier Orlando Ortega gewann. Bronze ging an den Franzosen Dimitri Bascou.
Für Deutschland starteten Matthias Bühler, Alexander John und Gregor Traber. Bühler und John schieden in der Vorrunde aus, Traber im Halbfinale.

Athleten aus der Schweiz, Österreich und Liechtenstein nahmen nicht teil.

## Aktuelle Titelträger
| Olympiasieger                         | Aries Merritt ( USA)                | 12,92 s | London 2012    |
| Weltmeister                           | Sergei Schubenkow ( Russland)       | 12,98 s | Peking 2015    |
| Europameister                         | Dimitri Bascou ( Frankreich)        | 13,25 s | Amsterdam 2016 |
| Nord-/Zentralamerika-/Karibik-Meister | Mikel Thomas ( Trinidad und Tobago) | 13,23 s | San José 2015  |
| Südamerika-Meister                    | João Vítor de Oliveira ( Brasilien) | 13,96 s | Lima 2015      |
| Asienmeister                          | Xie Wenjun ( Volksrepublik China)   | 13,56 s | Wuhan 2015     |
| Afrikameister                         | Antonio Alkana ( Südafrika)         | 13,43 s | Durban 2016    |
| Ozeanienmeister                       | Jack Conway ( Australien)           | 14,40 s | Cairns 2015    |

## Rekorde

### Bestehende Rekorde
| Weltrekord         | Aries Merritt ( USA) | 12,80 s | Brüssel, Belgien                 | 7. September 2012 |
| Olympischer Rekord | Aries Merritt ( USA) | 12,92 s | Finale OS London, Großbritannien | 8. August 2012    |

Der bestehende Olympiarekord wurde bei diesen Spielen nicht erreicht. Im schnellsten Rennen, dem Finale am 16. August, verfehlte der jamaikanische Olympiasieger Omar McLeod mit seinen 13,05 s diesen Rekord bei einem Rückenwind von 0,2 m/s um dreizehn Hundertstelsekunden. Zum Weltrekord fehlten ihm 25 Hundertstelsekunden.

### Rekordverbesserungen
Es wurde ein Landesrekord aufgestellt:

13,31 s – Milan Traikovits (Zypern), drittes Halbfinale am 16. August bei einem Rückenwind von 0,3 m/s
Anmerkung:
Alle Zeitangaben sind auf die Ortszeit Rio (UTC-3) bezogen.

## Vorrunde
Die Vorrunde wurde zunächst in fünf Läufen durchgeführt. Für das Halbfinale qualifizierten sich pro Lauf die ersten vier Athleten (hellblau unterlegt). Darüber hinaus kamen die vier Zeitschnellsten, die sogenannten Lucky Loser (hellgrün unterlegt), weiter.
Nach dem zweiten Lauf mussten die Rennen in der Vorrunde wegen heftiger Regenschauer unterbrochen werden. Schon die ersten beiden Läufe hatten unter diesen schwierigen Bedingungen stattgefunden. Um für die ausgeschiedenen Sportler faire Bedingungen zu schaffen, wurde ein sechster Lauf angesetzt, bei dem alle in den ersten beiden Rennen ausgeschiedenen Hürdensprinter teilnehmen konnten. So hatten alle Athleten letztlich die Chance, sich unter vergleichbaren Rahmenbedingungen über die Zeitregel für das Halbfinale qualifizieren.

### Lauf 1
15. August 2016, 20:40 Uhr

Wind: +0,1 m/s
| Platz | Name           | Nation      | Zeit (s) | Anmerkung                                                            |
| ----- | -------------- | ----------- | -------- | -------------------------------------------------------------------- |
| 1     | Omar McLeod    | Jamaika     | 13,27    |                                                                      |
| 2     | Jeff Porter    | USA         | 13,50    |                                                                      |
| 3     | Jeffrey Julmis | Haiti       | 13,66    |                                                                      |
| 4     | Antwon Hicks   | Nigeria     | 13,70    |                                                                      |
| 5     | Yeison Rivas   | Kolumbien   | 13,84    |                                                                      |
| 6     | Wataru Yazawa  | Japan       | 13,89    |                                                                      |
| 7     | Ali Kamé       | Madagaskar  | 14,89    |                                                                      |
| DSQ   | Alexander John | Deutschland |          | Weltleichtathletikverband Regel 168.7 – Unkorrekte Hürdenüberquerung |

### Lauf 2

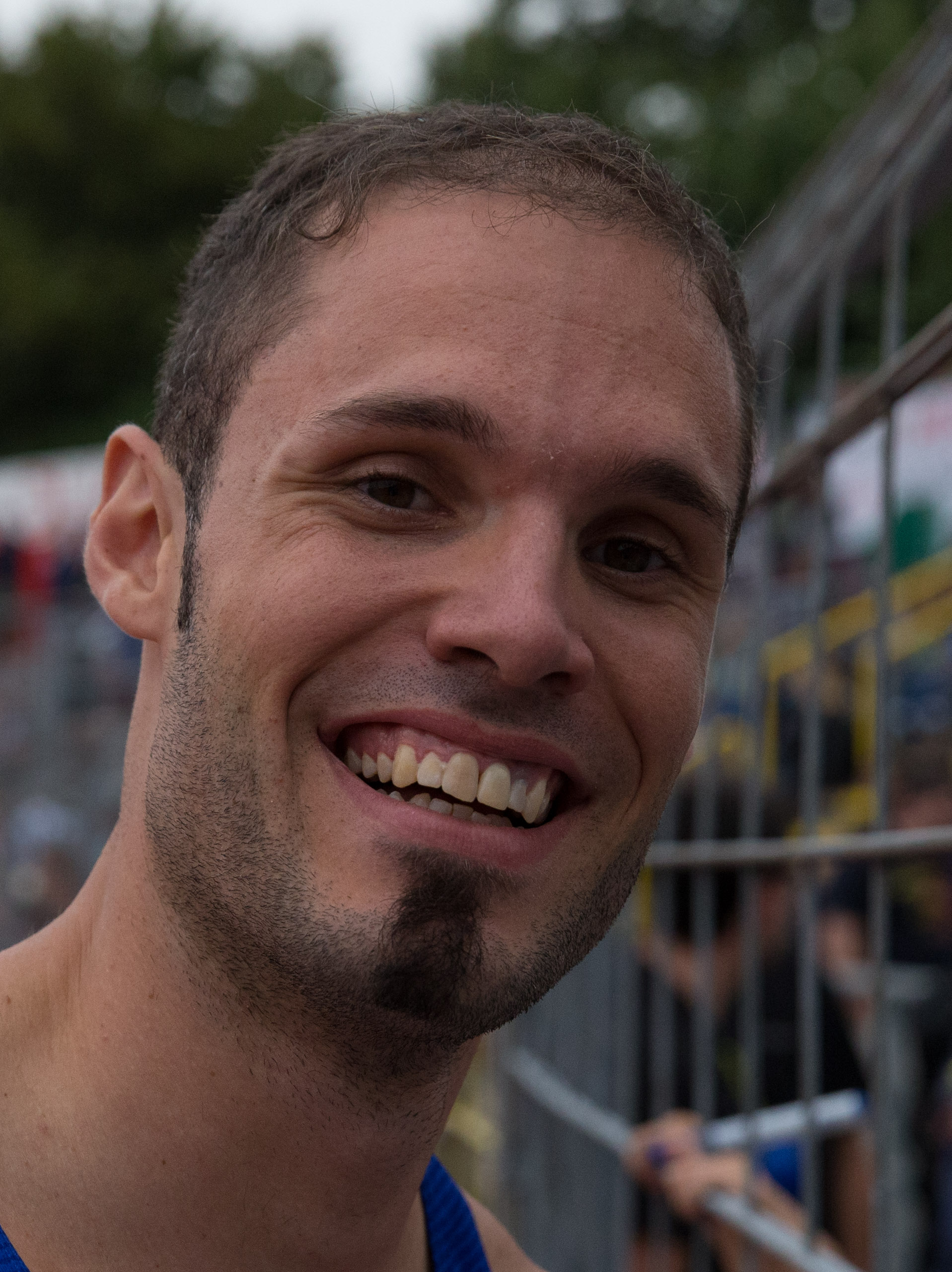
Als Sechster des zweiten Halbfinalrennen bekam der Deutsche Matthias Bühler eine zweite Chance im Zusatzlauf, schied dort jedoch aus

15. August 2016, 20:48 Uhr

Wind: +0,4 m/s
| Platz | Name             | Nation      | Zeit (s) | Anmerkung                                                            |
| ----- | ---------------- | ----------- | -------- | -------------------------------------------------------------------- |
| 1     | Orlando Ortega   | Spanien     | 13,32    |                                                                      |
| 2     | Balázs Baji      | Ungarn      | 13,52    |                                                                      |
| 3     | Milan Traikovits | Zypern      | 13,59    |                                                                      |
| 4     | Jonathan Cabral  | Kanada      | 13,63    |                                                                      |
| 5     | Jhoanis Portilla | Kuba        | 13,81    |                                                                      |
| 6     | Matthias Bühler  | Deutschland | 13,82    |                                                                      |
| 7     | Xaysa Anousone   | Laos        | 14,40    |                                                                      |
| DSQ   | Deuce Carter     | Jamaika     |          | Weltleichtathletikverband Regel 168.7 – Unkorrekte Hürdenüberquerung |

### Lauf 3
15. August 2016, 21:16 Uhr

Wind: +1,4 m/s
| Platz | Name                   | Nation                       | Zeit (s) |
| ----- | ---------------------- | ---------------------------- | -------- |
| 1     | Dimitri Bascou         | Frankreich                   | 13,31    |
| 2     | Andrew Pozzi           | Großbritannien               | 13,50    |
| 3     | Andrew Riley           | Jamaika                      | 13,52    |
| 4     | João Vítor de Oliveira | Brasilien                    | 13,63    |
| 5     | Antonio Alkana         | Südafrika                    | 13,64    |
| 6     | Petr Svoboda           | Tschechien                   | 13,65    |
| 7     | Mikel Thomas           | Trinidad und Tobago          | 13,68    |
| 8     | Eddie Lovett           | Amerikanische Jungferninseln | 13,77    |

### Lauf 4

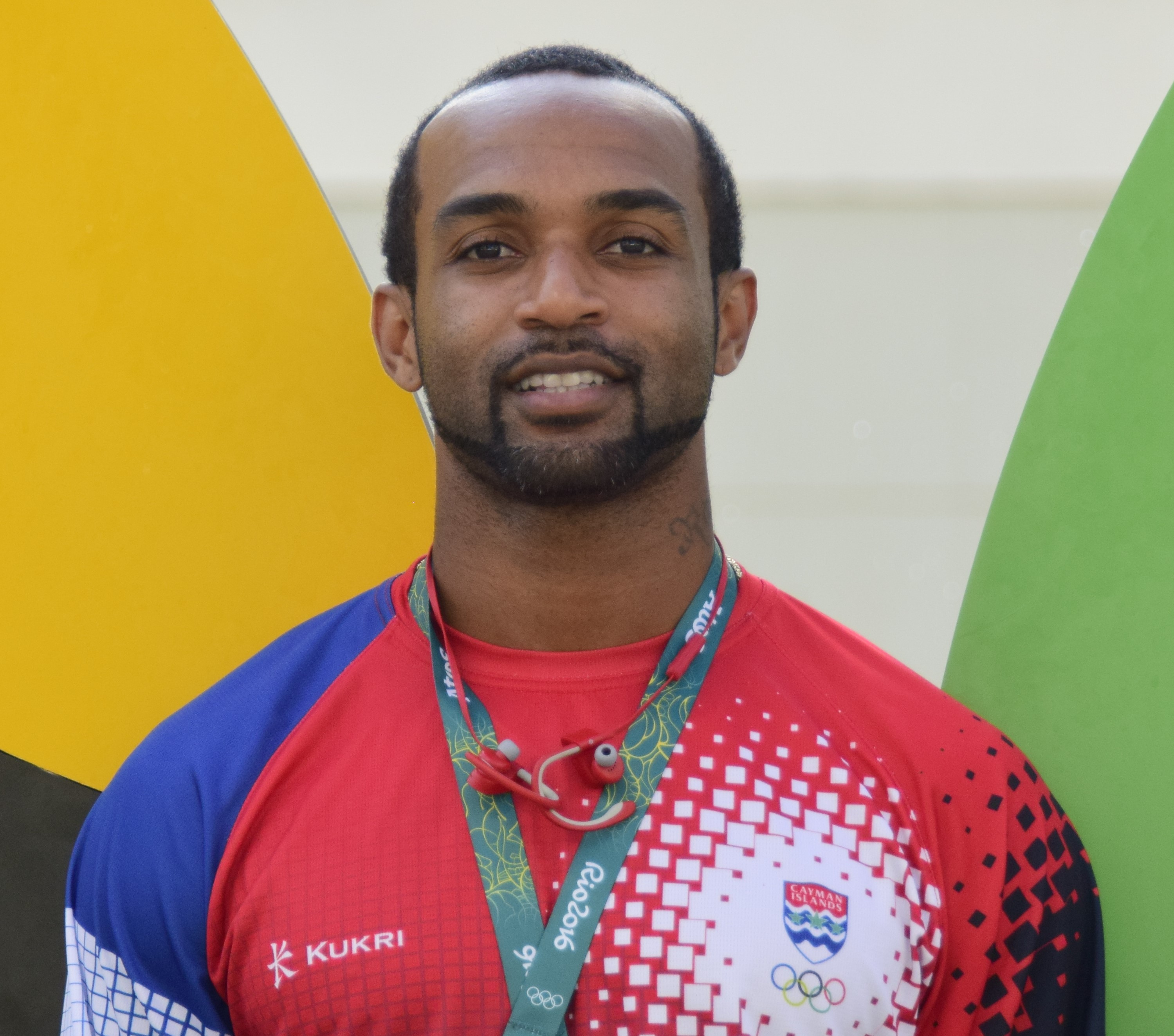
Ronald Forbes – ausgeschieden als Sechster des vierten Vorlaufs
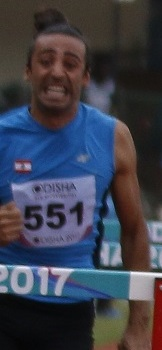
Ahmad Hazer – ausgeschieden als Siebter des vierten Vorlaufs
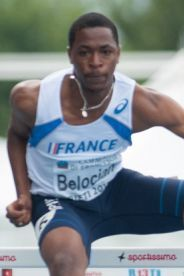
Wilhem Belocian – im vierten Vorlauf nach Fehlstart disqualifiziert

15. August 2016, 21:24 Uhr

Wind: +0,1 m/s
| Platz | Name                    | Nation         | Zeit (s) | Anmerkung                                         |
| ----- | ----------------------- | -------------- | -------- | ------------------------------------------------- |
| 1     | Konstandinos Douvalidis | Griechenland   | 13,41    |                                                   |
| 2     | Devon Allen             | USA            | 13,41    |                                                   |
| 3     | Gregor Traber           | Deutschland    | 13,50    |                                                   |
| 4     | Yordan O’Farrill        | Kuba           | 13,56    |                                                   |
| 5     | Yidiel Contreras        | Spanien        | 13,62    |                                                   |
| 6     | Ronald Forbes           | Cayman Islands | 14,67    |                                                   |
| 7     | Ahmad Hazer             | Libanon        | 15,50    |                                                   |
| DSQ   | Wilhem Belocian         | Frankreich     |          | Weltleichtathletikverband Regel 162.7 – Fehlstart |

### Lauf 5

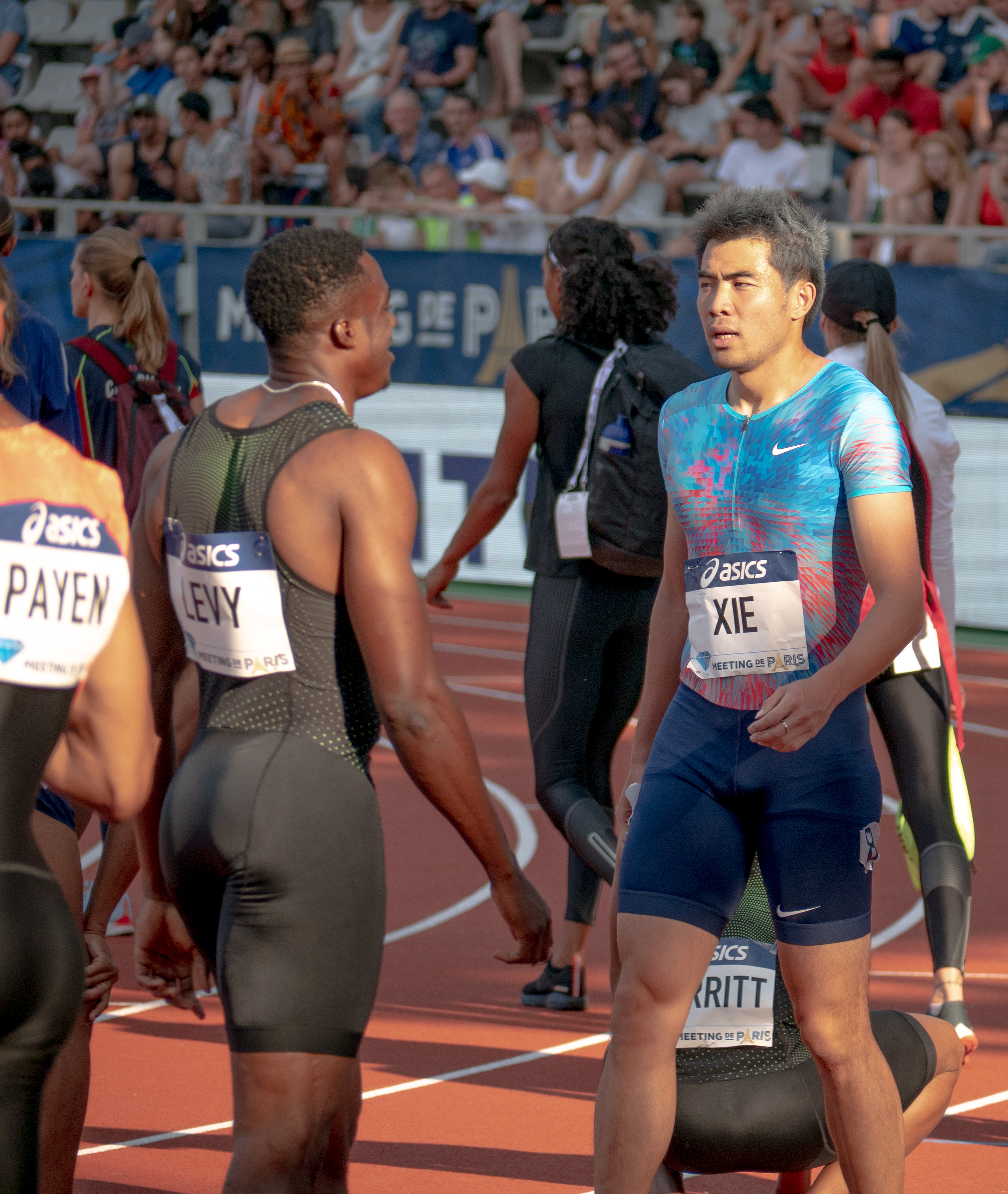
Xie Wenjun (rechts) – ausgeschieden als Siebter des fünften Vorlaufs
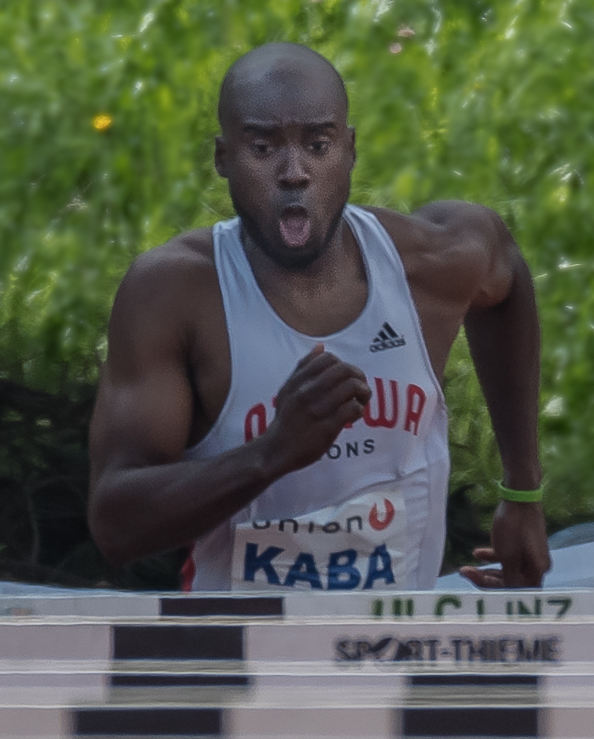
Sekou Kaba – ausgeschieden als Achter des fünften Vorlaufs

15. August 2016, 21:32 Uhr

Wind: −0,2 m/s
| Platz | Name                    | Nation              | Zeit (s) |
| ----- | ----------------------- | ------------------- | -------- |
| 1     | Ronnie Ash              | USA                 | 13,31    |
| 2     | Pascal Martinot-Lagarde | Frankreich          | 13,36    |
| 3     | Lawrence Clarke         | Großbritannien      | 13,55    |
| 4     | Éder Antônio Souza      | Brasilien           | 13,61    |
| 5     | Damian Czykier          | Polen               | 13,63    |
| 6     | Milan Ristić            | Serbien             | 13,66    |
| 7     | Xie Wenjun              | Volksrepublik China | 13,69    |
| 8     | Sekou Kaba              | Kanada              | 13,70    |

### Zusatzlauf

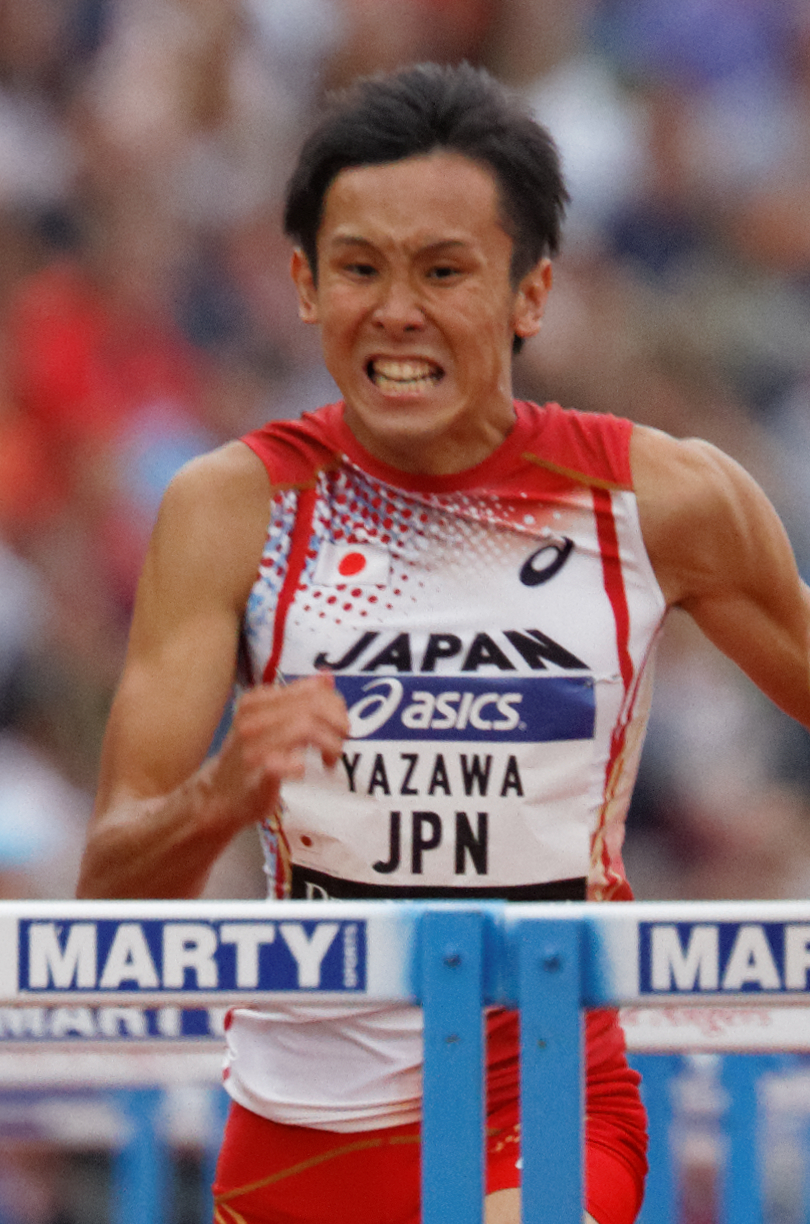
Wataru Yazawa – ausgeschieden als Dritter des Zusatzaufs
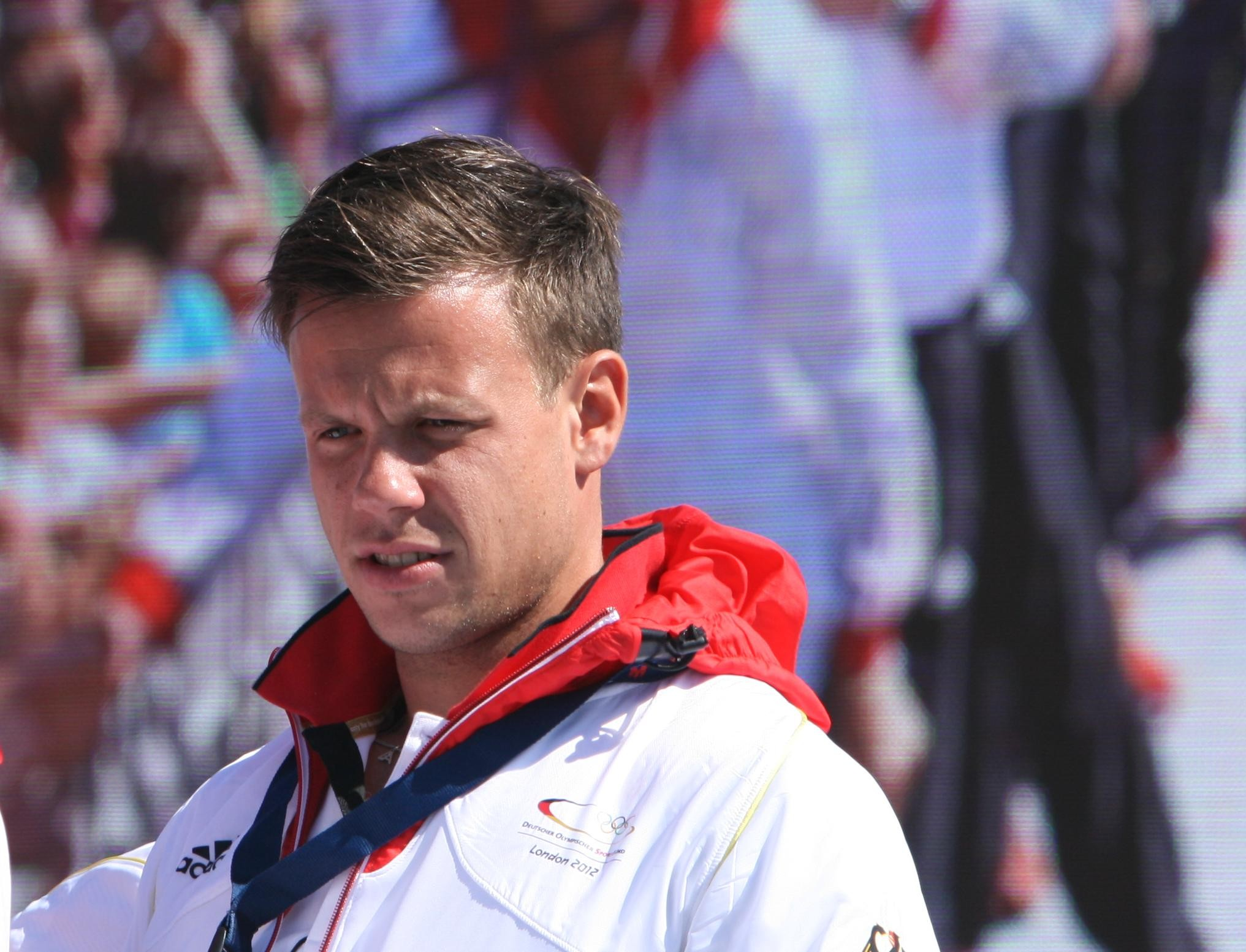
Alexander John – ausgeschieden als Fünfter des Zusatzaufs

15. August 2016, 23:15 Uhr

Wind: −0,1 m/s

| Platz | Name             | Nation      | Zeit (s) | Anmerkung                                                            |
| ----- | ---------------- | ----------- | -------- | -------------------------------------------------------------------- |
| 1     | Deuce Carter     | Jamaika     | 13,51    |                                                                      |
| 2     | Yeison Rivas     | Kolumbien   | 13,87    |                                                                      |
| 3     | Wataru Yazawa    | Japan       | 13,88    |                                                                      |
| 4     | Matthias Bühler  | Deutschland | 13,90    |                                                                      |
| 5     | Alexander John   | Deutschland | 14,13    |                                                                      |
| DSQ   | Jhoanis Portilla | Kuba        |          | Weltleichtathletikverband Regel 168.7 – Unkorrekte Hürdenüberquerung |
| DNS   | Ali Kamé         | Madagaskar  |          |                                                                      |
| DNS   | Xaysa Anousone   | Laos        |          |                                                                      |

## Halbfinale
In den drei Halbfinalläufen qualifizierten sich die jeweils ersten zwei Athleten für das Finale (hellblau unterlegt). Darüber hinaus kamen die zwei Zeitschnellsten, die sogenannten Lucky Loser (hellgrün unterlegt), weiter.

### Lauf 1
16. August 2016, 20:40 Uhr

Wind: +0,5 m/s
| Platz | Name             | Nation         | Zeit (s) | Anmerkung                                                            |
| ----- | ---------------- | -------------- | -------- | -------------------------------------------------------------------- |
| 1     | Orlando Ortega   | Spanien        | 13,32    |                                                                      |
| 2     | Ronnie Ash       | USA            | 13,36    |                                                                      |
| 3     | Damian Czykier   | Polen          | 13,50    |                                                                      |
| 4     | Balázs Baji      | Ungarn         | 13,52    |                                                                      |
| 5     | Andrew Pozzi     | Großbritannien | 13,67    |                                                                      |
| 6     | Deuce Carter     | Jamaika        | 13,69    |                                                                      |
| 7     | Yordan O’Farrill | Kuba           | 13,70    |                                                                      |
| DSQ   | Jeffrey Julmis   | Haiti          |          | Weltleichtathletikverband Regel 168.7 – Unkorrekte Hürdenüberquerung |

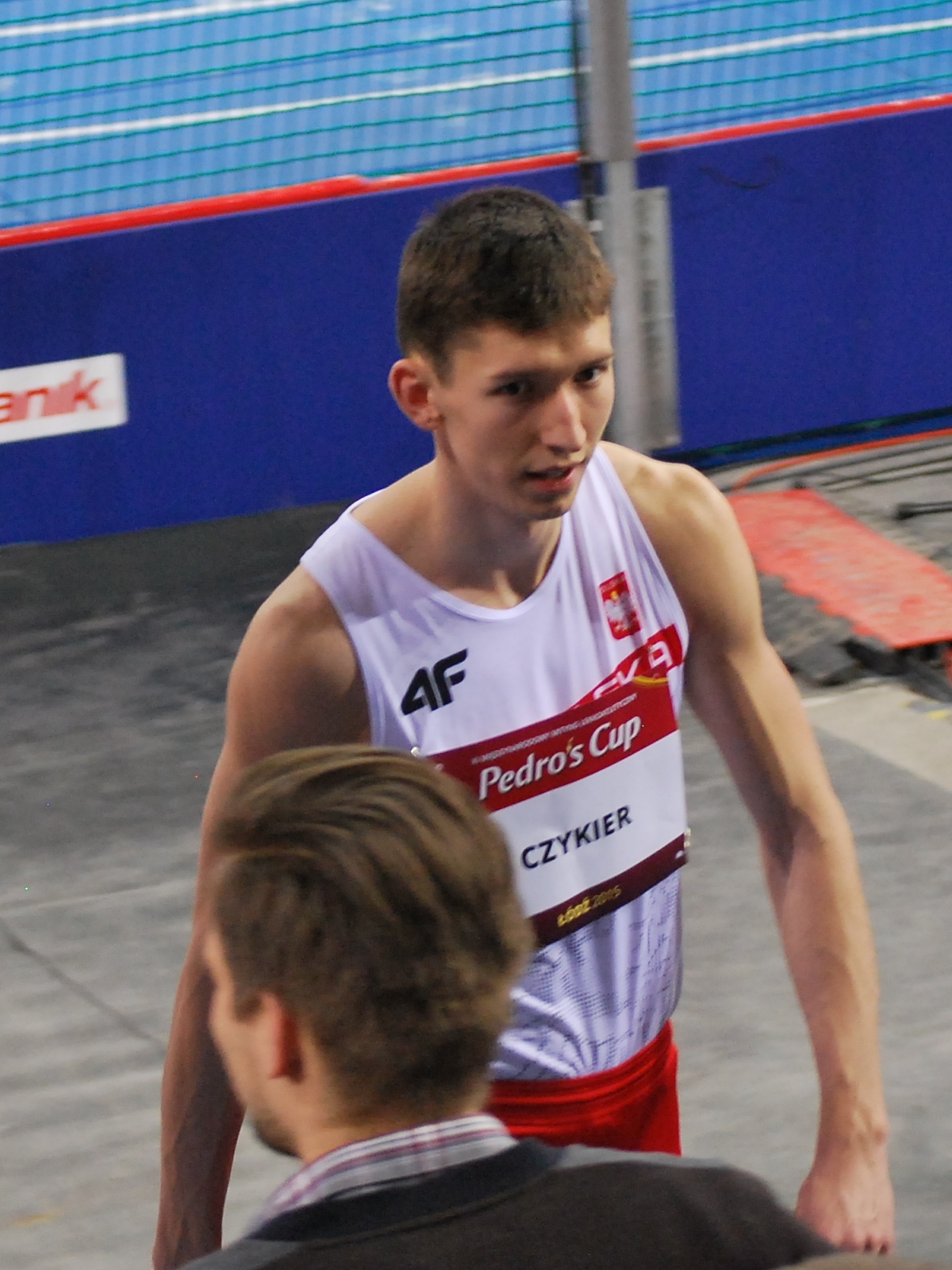
Damian Czykier – ausgeschieden als Dritter des ersten Halbfinals

Weitere im ersten Halbfinale ausgeschiedene Läufer:

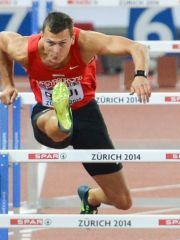
Balázs Baji – Rang vier
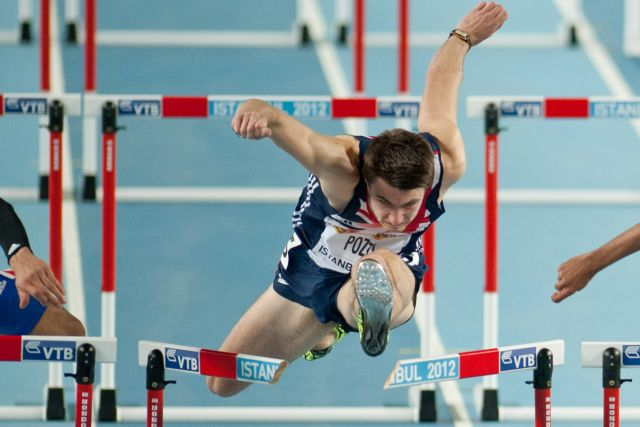
Andrew Pozzi – Rang fünf
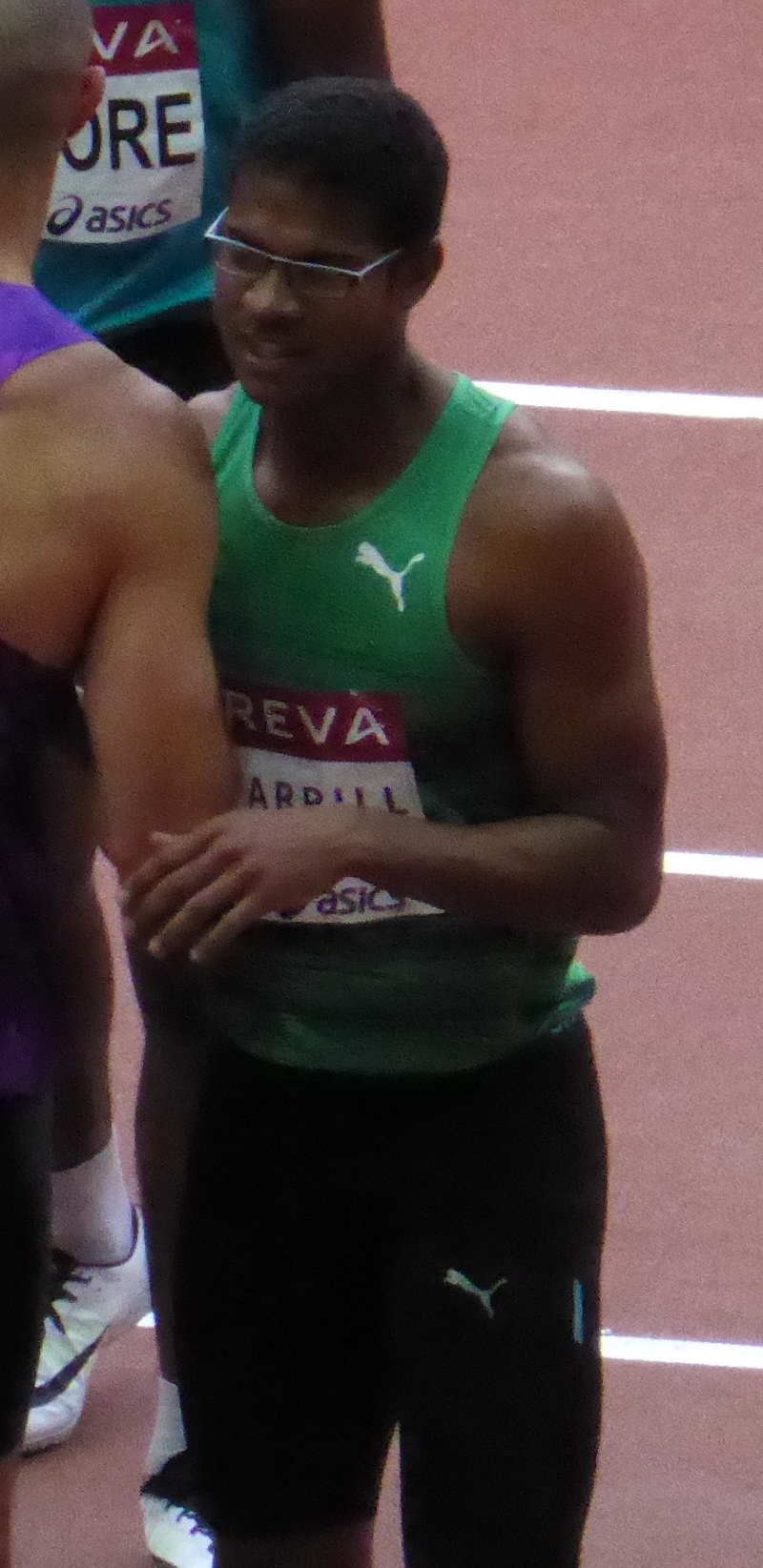
Yordan O’Farrill – Rang sieben

### Lauf 2

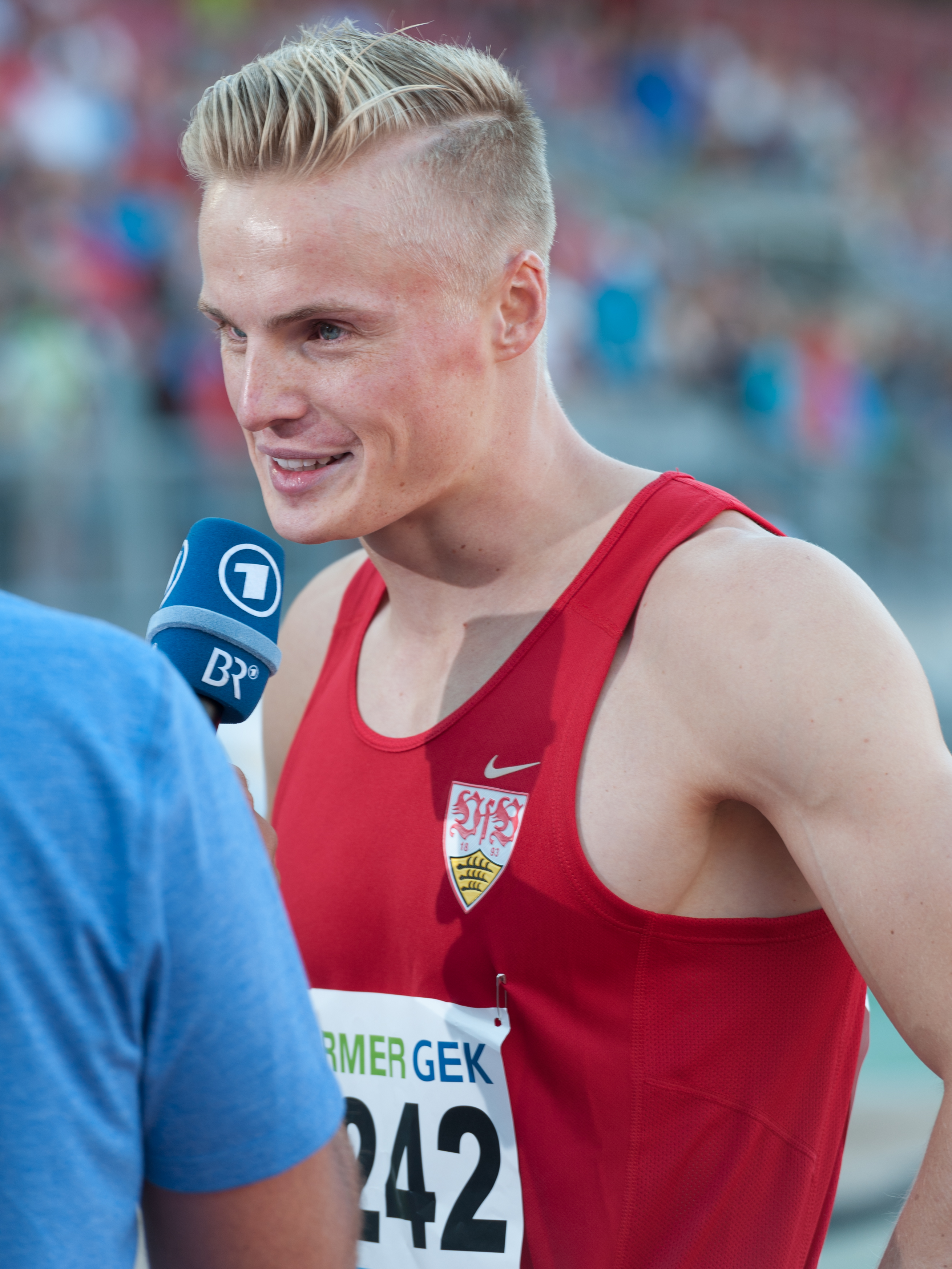
Gregor Traber – ausgeschieden als Fünfter des zweiten Halbfinals
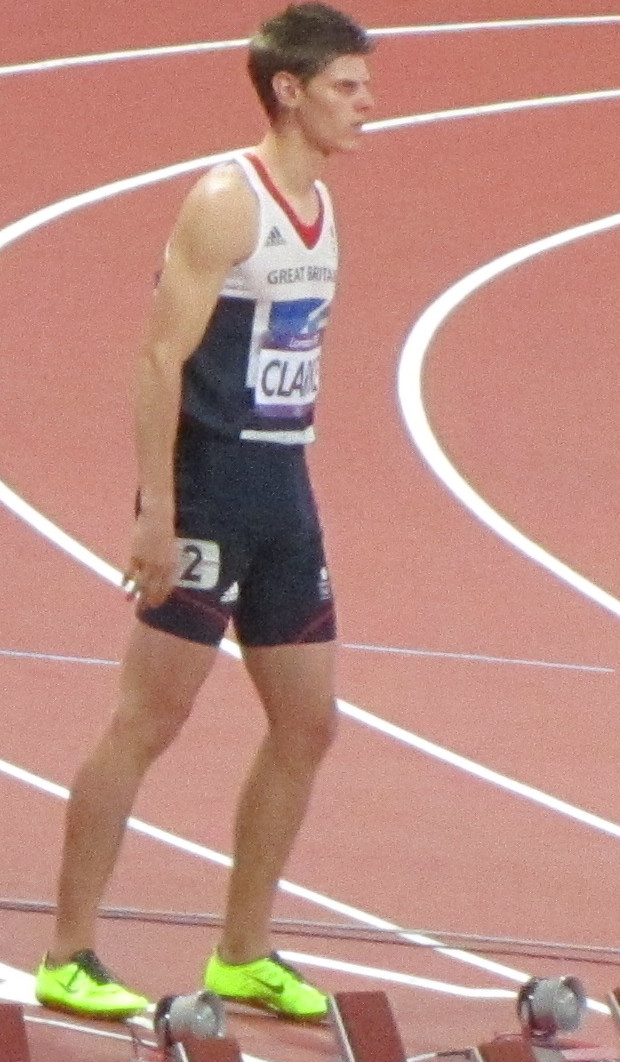
Lawrence Clarke – ausgeschieden als Sechster des zweiten Halbfinals

16. August 2016, 20:48 Uhr

Wind: −0,1 m/s
| Platz | Name                    | Nation         | Zeit (s) |
| ----- | ----------------------- | -------------- | -------- |
| 1     | Omar McLeod             | Jamaika        | 13,15    |
| 2     | Pascal Martinot-Lagarde | Frankreich     | 13,25    |
| 3     | Devon Allen             | USA            | 13,36    |
| 4     | Jonathan Cabral         | Kanada         | 13,41    |
| 5     | Gregor Traber           | Deutschland    | 13,43    |
| 6     | Lawrence Clarke         | Großbritannien | 13,46    |
| 7     | Antonio Alkana          | Südafrika      | 13,55    |
| 8     | Petr Svoboda            | Tschechien     | 13,67    |
| 9     | João Vítor de Oliveira  | Brasilien      | 13,85    |

Weitere im zweiten Halbfinale ausgeschiedene Läufer:

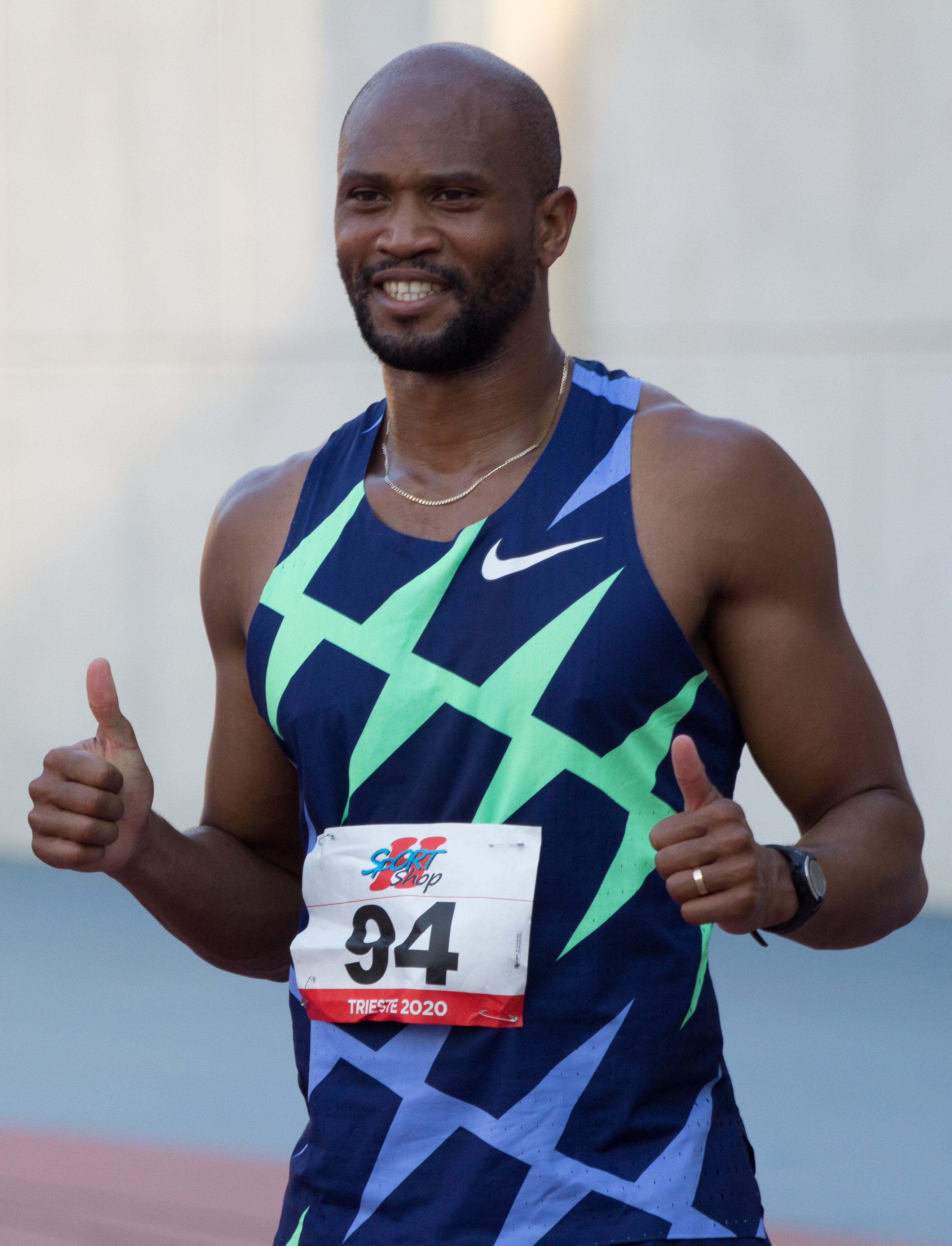
Antonio Alkana – Rang sieben
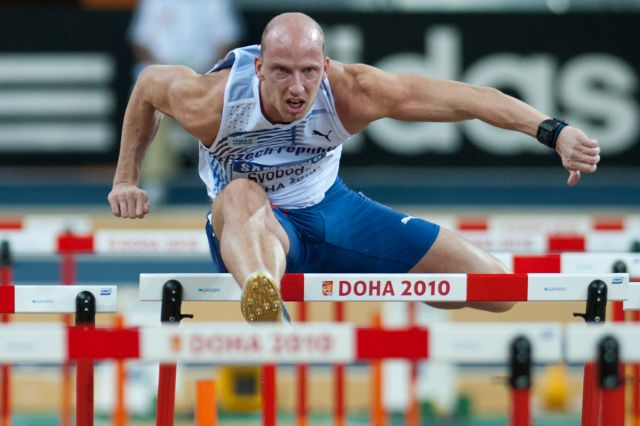
Petr Svoboda – Rang acht
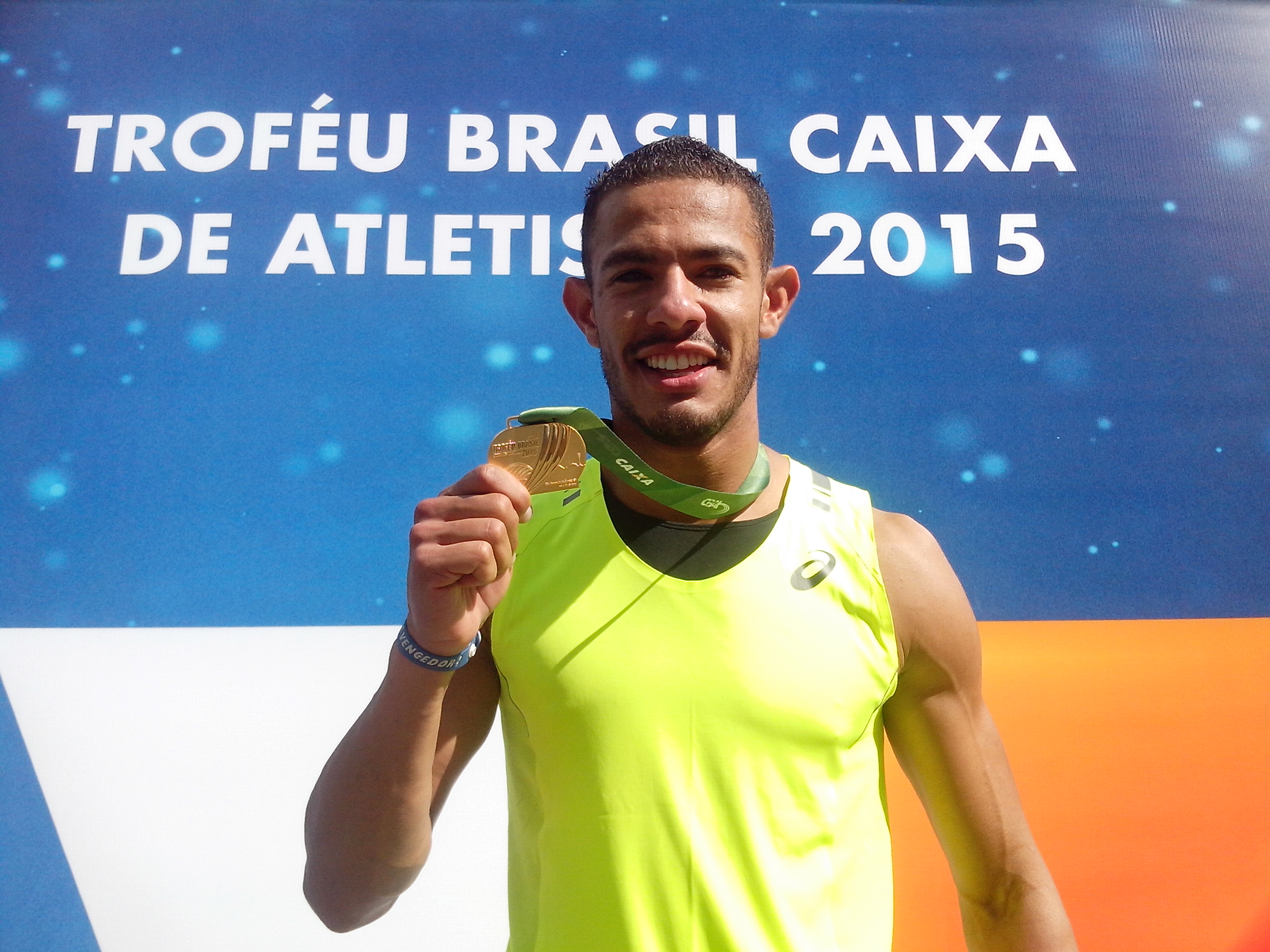
João Vítor de Oliveira – Rang neun

### Lauf 3
16. August 2016, 20:56 Uhr

Wind: +0,3 m/s
| Platz | Name                    | Nation       | Zeit (s) | Anmerkung                                                            |
| ----- | ----------------------- | ------------ | -------- | -------------------------------------------------------------------- |
| 1     | Dimitri Bascou          | Frankreich   | 13,23    |                                                                      |
| 2     | Milan Traikovits        | Zypern       | 13,31    | NR                                                                   |
| 3     | Jeff Porter             | USA          | 13,45    |                                                                      |
| 4     | Andrew Riley            | Jamaika      | 13,46    |                                                                      |
| 5     | Konstandinos Douvalidis | Griechenland | 13,47    |                                                                      |
| 6     | Yidiel Contreras        | Spanien      | 13,54    |                                                                      |
| 7     | Antwon Hicks            | Nigeria      | 14,26    |                                                                      |
| DSQ   | Éder Antônio Souza      | Brasilien    |          | Weltleichtathletikverband Regel 168.7 – Unkorrekte Hürdenüberquerung |

Andrew Riley – ausgeschieden als Vierter des dritten Halbfinals

Weitere im dritten Halbfinale ausgeschiedene Läufer:

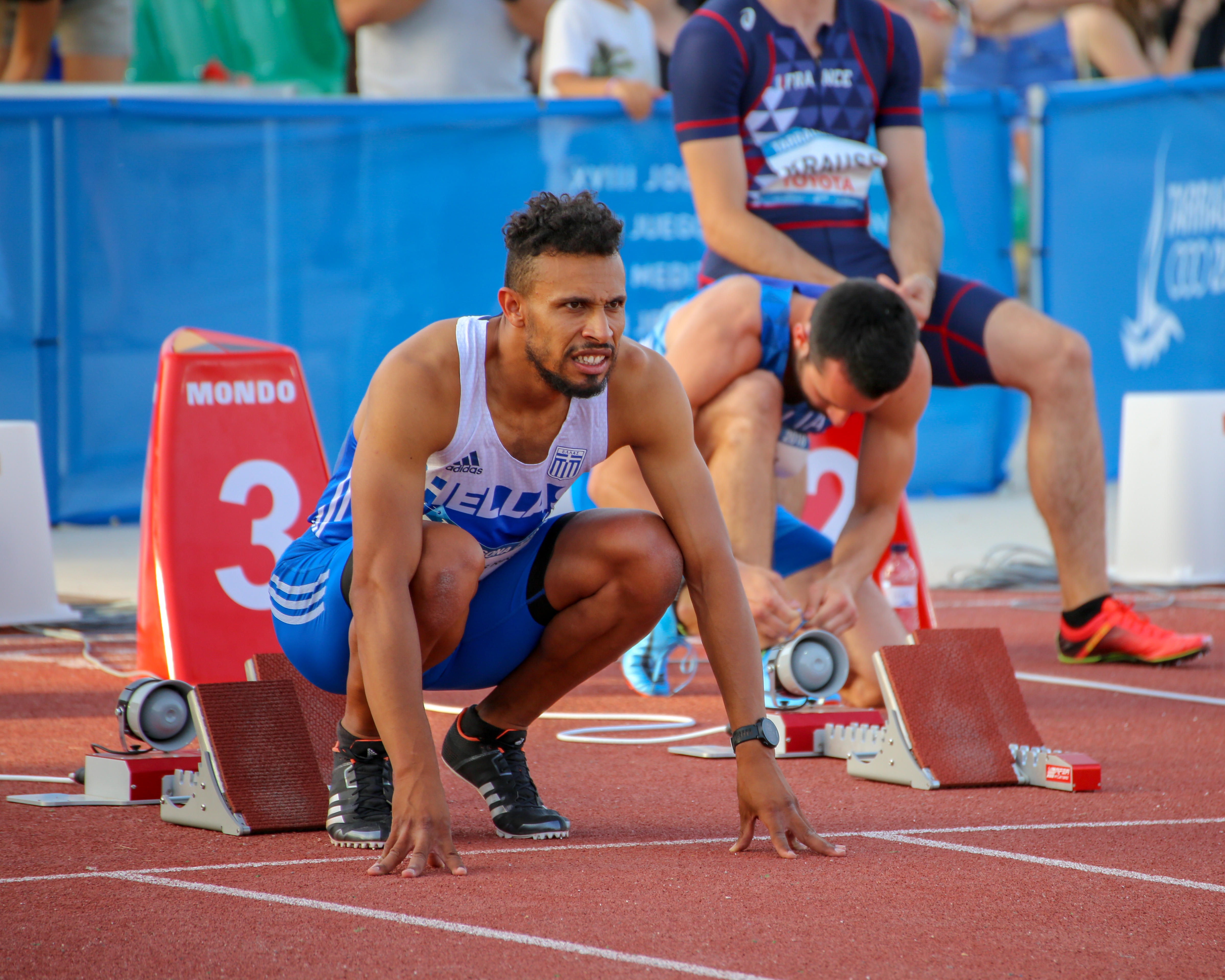
Konstandinos Douvalidis – Rang fünf
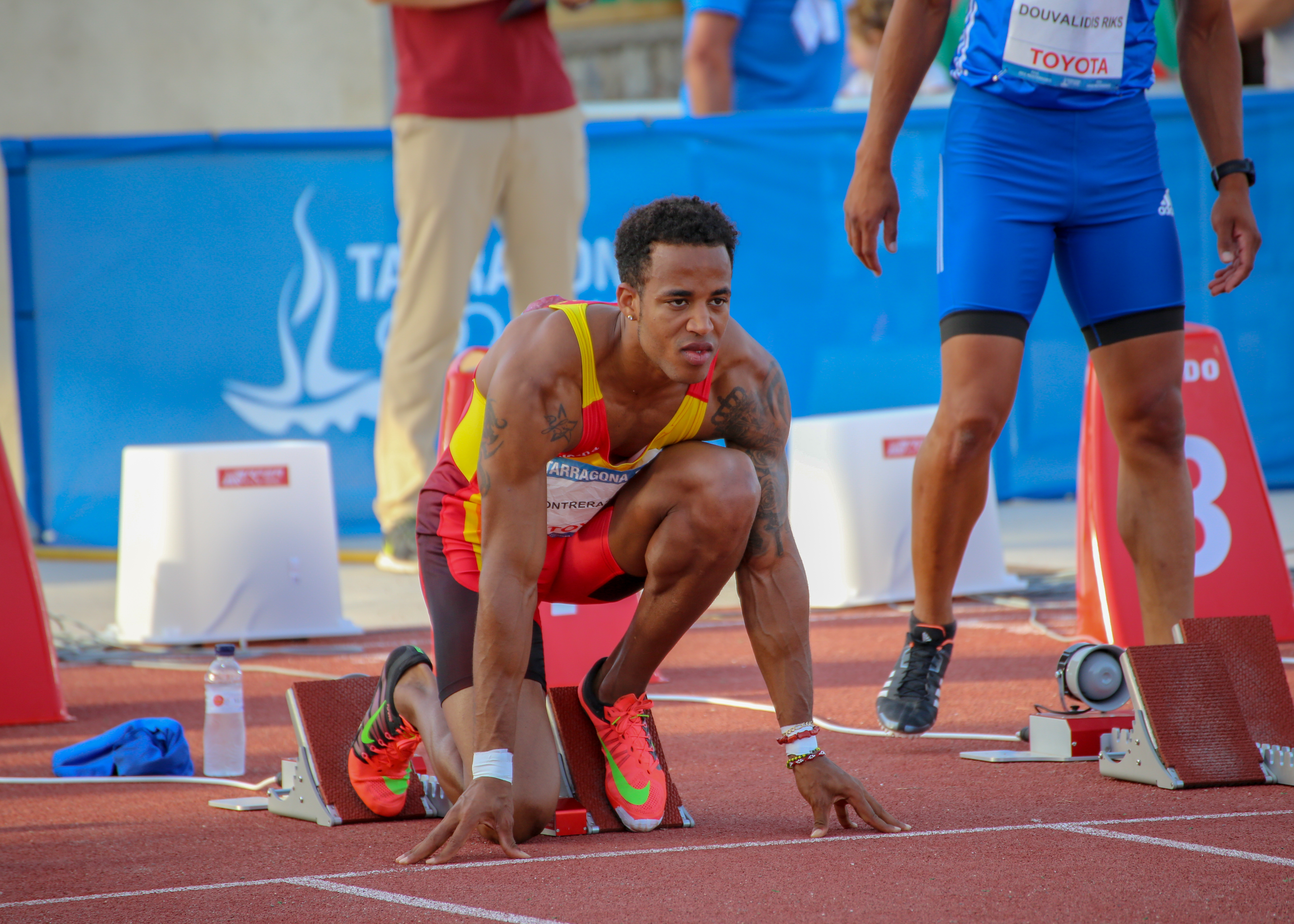
Yidiel Contreras – Rang sechs

## Finale
16. August 2016, 22.45 Uhr

Wind: +0,2 m/s
| Platz | Name                    | Nation     | Zeit (s) | Anmerkung                                                                 |
| ----- | ----------------------- | ---------- | -------- | ------------------------------------------------------------------------- |
| 1     | Omar McLeod             | Jamaika    | 13,05    |                                                                           |
| 2     | Orlando Ortega          | Spanien    | 13,17    |                                                                           |
| 3     | Dimitri Bascou          | Frankreich | 13,24    |                                                                           |
| 4     | Pascal Martinot-Lagarde | Frankreich | 13,29    |                                                                           |
| 5     | Devon Allen             | USA        | 13,31    |                                                                           |
| 6     | Jonathan Cabral         | Kanada     | 13,40    |                                                                           |
| 7     | Milan Traikovits        | Zypern     | 13,41    |                                                                           |
| DSQ   | Ronnie Ash              | USA        |          | Weltleichtathletikverband Regel 168.7b – Absichtliches Umstoßen der Hürde |

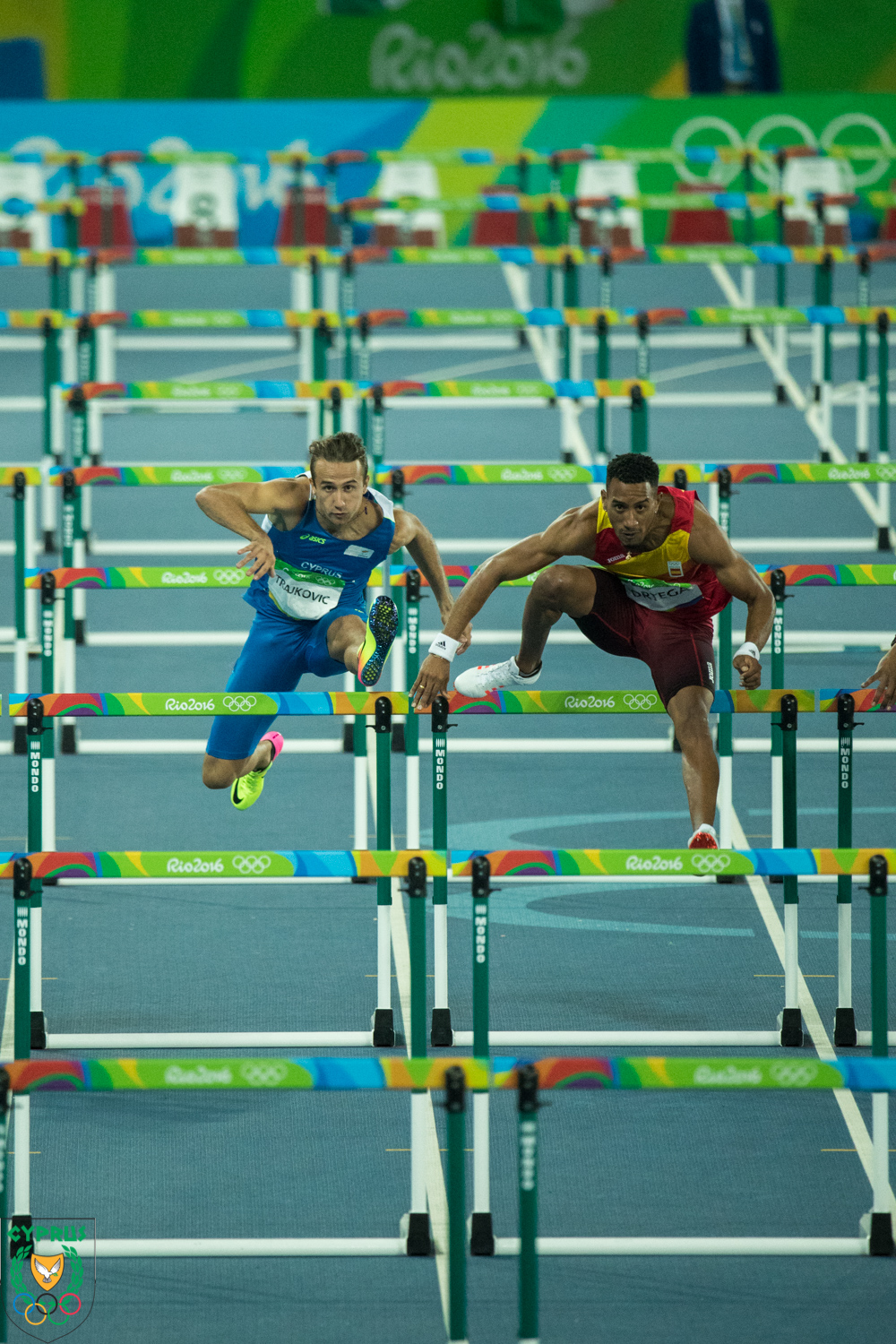
Finale, Jonathan Cabral (Bahn sieben, rechts) und Milan Traikovits (Bahn acht, links)

Für das Finale hatten sich je zwei Franzosen und US-Athleten qualifiziert. Das Feld wurde komplettiert durch jeweils einen Teilnehmer aus der Jamaika, Kanada, Spanien und Zypern.
Als Favoriten galten der US-Läufer Devon Allen und der jamaikanische Hallenweltmeister Omar McLeod.
Nach dem Startschuss blieb das Läuferfeld eng zusammen. Ganz knapp vorne lag der französische Europameister Dimitri Bascou. McLeod übernahm dann an der fünften Hürde die Führung, die er bis zur siebten Hürde ausbauen konnte. Der Spanier Orlando Ortega, 2012 noch für Kuba startend, hatte sich zwischen die Franzosen Bascou und Pascal Martinot-Lagarde auf Platz drei geschoben. McLeod sicherte sich den Sieg in 13,05 Sekunden, der langsamsten Zeit seit 24 Jahren. Ortega konnte noch an Bascou vorbeiziehen und gewann Silber vor dem Franzosen, der seinen Landsmann Martinot-Lagarde um fünf Hundertstelsekunden auf den undankbaren vierten Platz konnte. Allen kam als Fünfter ins Ziel.
Mit Ausnahme der unter anderem durch die Vereinigten Staaten boykottierten Spiele von 1980 gewann erstmals kein US-Amerikaner eine Medaille.
Omar McLeod war der erste jamaikanische Olympiasieger in dieser Disziplin.
Orlando Ortega gewann die erste spanische Medaille bei Olympischen Spielen in einer Sprint- und Hürdendisziplin.

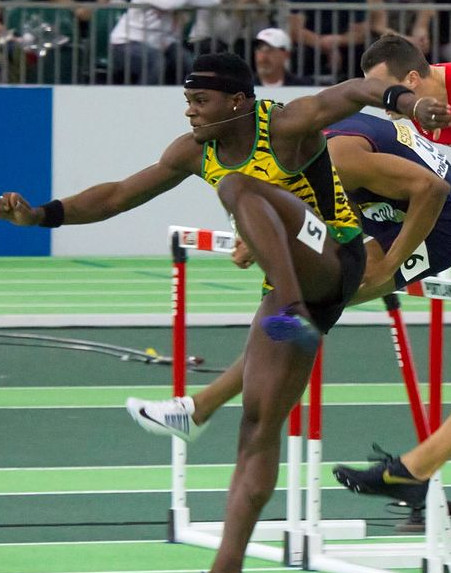
Olympiasieger: Omar McLeod
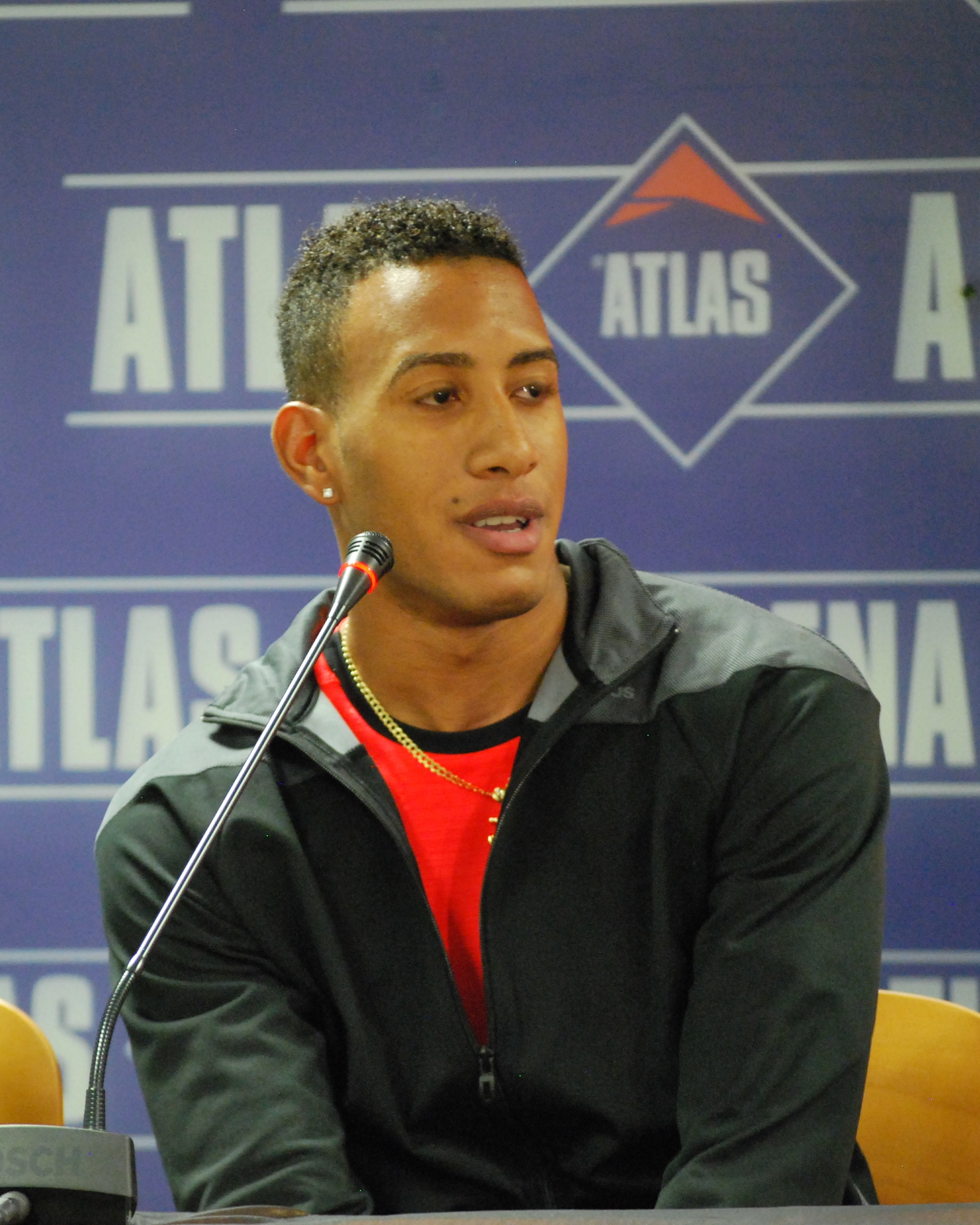
Gewinner der Silbermedaille: Orlando Ortega
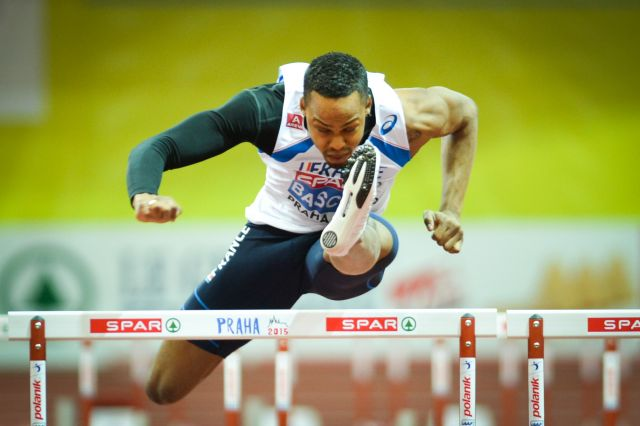
Gewinner der Bronzemedaille: Dimitri Bascou

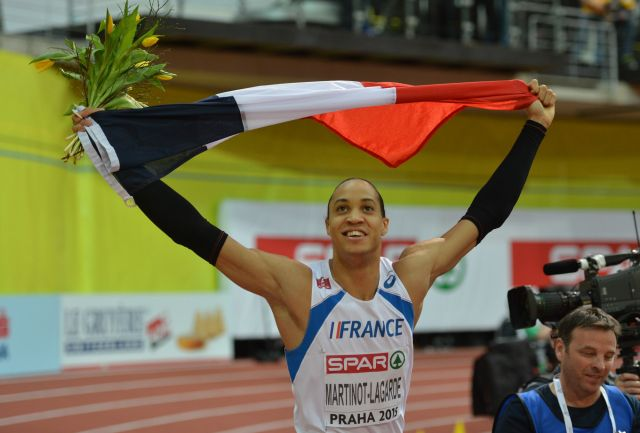
Pascal Martinot-Lagarde belegte Rang vier
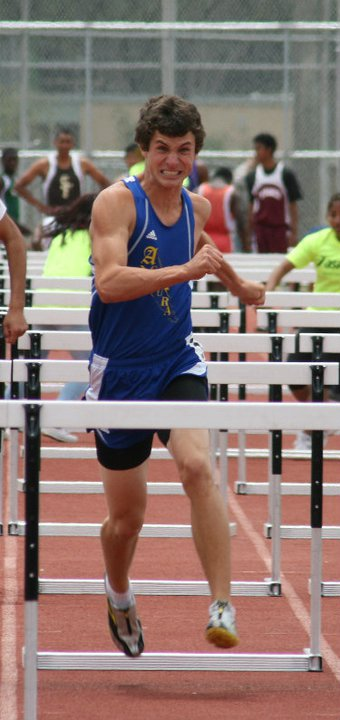
Der sechstplatzierte Johnathan Cabral
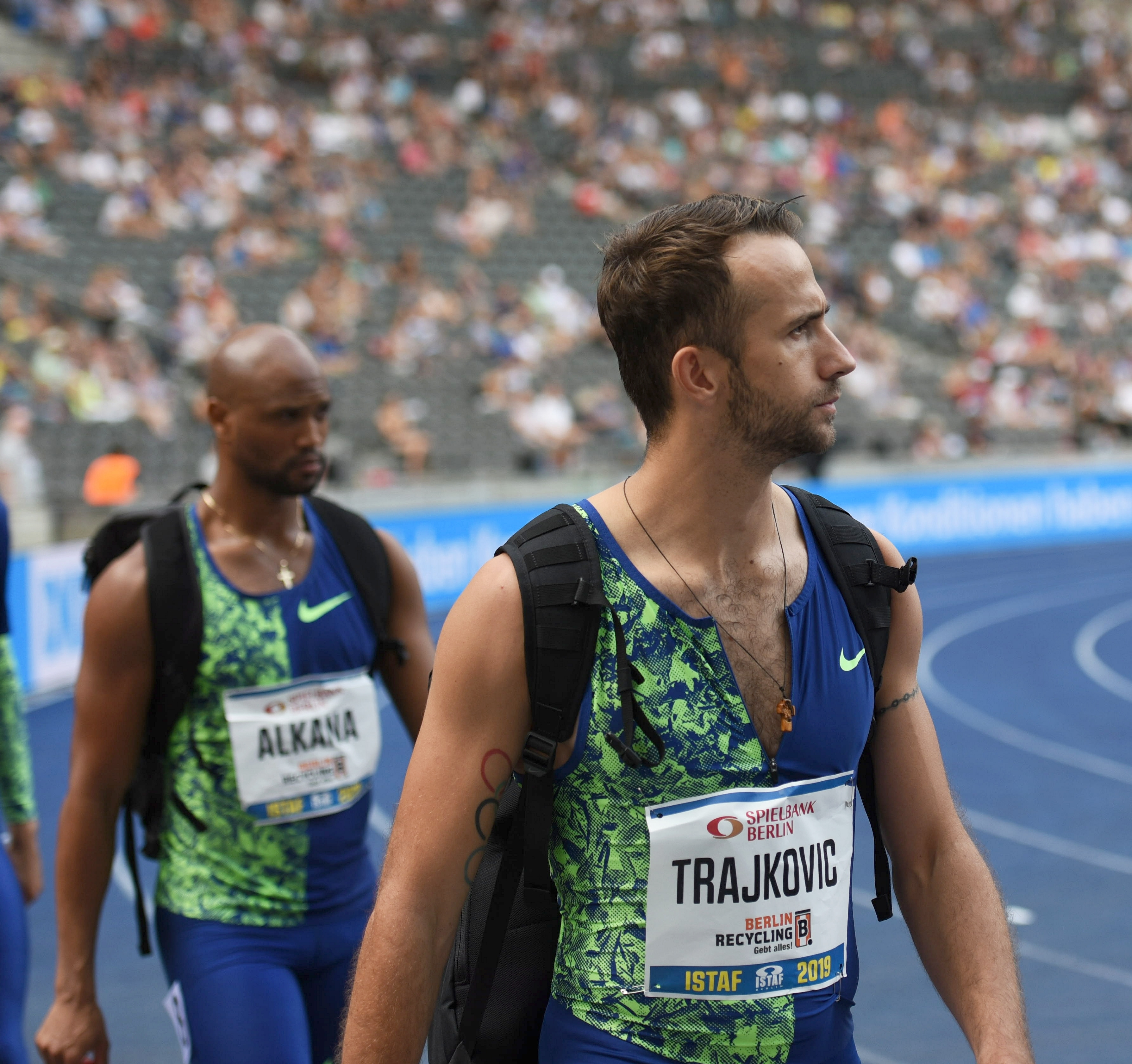
Rang sieben für Milan Traikovits (rechts)
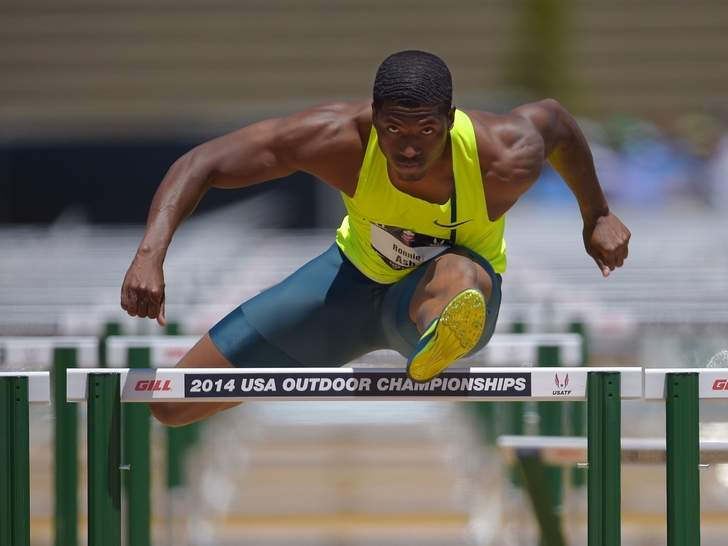
Ronnie Ash wurde disqualifiziert

## Videolinks
- Athletics Men's 110m Hurdles Semi-Finals to Rio 2016, youtube.com, abgerufen am 29. April 2022
- Rio Replay: Men's 110m Hurdles Final, youtube.com, abgerufen am 29. April 2022